# Chotan (prefektura)
Chotan (čínsky v českém přepisu Che-tchien, pchin-jinem Hétián, znaky 和田, ujgursky خوتەن, Chotän‎) je staré město a oáza na jihozápadě Tarimské pánve, dnes prefektura v Ujgurské autonomní oblasti Sin-ťiang Čínské lidové republiky. Před 90 % obyvatel prefektury jsou Ujgurové.
Město Chotan bylo důležitou zastávkou na hedvábné stezce a významným centrem buddhismu, odkud se buddhistická víra šířila dále na východ, až do Číny.
Jih prefektury (část okresu Säjdulla a většina okresu Qiziljulghun je sporným územím (Aksai Čin), které si nárokuje Čína i Indie.
V Čínské lidové republice název Chotan nesou tři administrativní celky: kromě prefektury se stejně jmenuje i její sídelní městský okres, ve kterém leží původní město Chotan. Bezprostřední okolí městského okresu Chotan tvoří okres Chotan.

## Administrativní členění
Prefektura Chotan se člení na deset celků okresní úrovně, a sice jeden městský okres a devět okresů. Do roku 2024 se prefektura členila na osm celků, toho roku byl z okresu Chotan vydělen okres Qiziljulghun a z okresu Guma okres Säjdulla‎.
| ←1 2 6 4 7 8 9 10 3 5 |              |        |                       |                    |                                  |
| #                     | Název        | Název  | Počet obyvatel (2020) | Rozloha km² (2020) | Hustota zalidnění (obyv. na km²) |
| #                     | český přepis | znaky  | Počet obyvatel (2020) | Rozloha km² (2020) | Hustota zalidnění (obyv. na km²) |
| Městský okres         |              |        |                       |                    |                                  |
| 1                     | Chotan       | 和田市 | 501 028               | 464                | 1 080                            |
| Okresy                |              |        |                       |                    |                                  |
| 2                     | Chotan       | 和田县 | 342 603               | 41 088             | 8                                |
| 3                     | Qiziljulghun | 和安县 | 342 603               | 41 088             | 8                                |
| 4                     | Guma         | 皮山县 | 281 573               | 38 946             | 7                                |
| 5                     | Säjdulla‎     | 和康县 | 281 573               | 38 946             | 7                                |
| 6                     | Qaraqaš      | 墨玉县 | 571 648               | 25 359             | 23                               |
| 7                     | Lop          | 洛浦县 | 286 900               | 14 096             | 20                               |
| 8                     | Čira         | 策勒县 | 157 792               | 31 597             | 5                                |
| 9                     | Kerijä       | 于田县 | 257 038               | 39 031             | 7                                |
| 10                    | Nijä         | 民丰县 | 42 649                | 56 692             | 1                                |
|                       |              |        |                       |                    |                                  |
| Celkem                | Celkem       | Celkem | 2 441 231             | 247 272            | 10                               |